# Smerinthus tokyonis
Smerinthus tokyonis là một loài bướm đêm thuộc họ Sphingidae. Nó được miêu tả bởi Matsumura năm 1921. Nó được tìm thấy ở Honshu và Shikoku in Nhật Bản.
Con trưởng thành bay vào tháng 6.